# Compositori rinascimentali
Questa lista di compositori rinascimentali attivi in Europa nel periodo del rinascimento. Alcuni di questi musicisti furono attivi a cavallo del passaggio dalla musica medioevale a quella rinascimentale e si trovano anche nella Lista di compositori medievali. In questa lista appaiono generalmente compositori attivi dai primi anni del XV secolo alla fine del XVI secolo, o in qualche caso musicisti che scrissero opere nello stile della musica rinascimentale anche nei primi anni del XVII secolo.

## Scuola di Borgogna

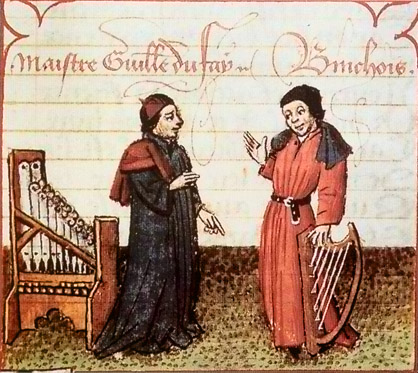
Guillaume Dufay, ? 1397 – 1474 e Gilles Binchois, c. 1400 – 1460

Per scuola di Borgogna si intende un gruppo di compositori attivi nel XV secolo nel nord est della Francia, in Belgio e nei Paesi Bassi, attivi nelle Corti dei Duchi di Borgogna. La scuola ebbe fra i suoi membri alcuni compositori Inghilterra|inglesi poiché in quel tempo parte della Francia era governata dagli inglesi. La scuola di Borgogna fu la prima fase da cui scaturì poi la scuola franco fiamminga, il centro motore da cui si sviluppò la musica del rinascimento in tutta Europa.
- Johannes Tapissier (c. 1370 – prima del 1410) anche noto come Jean de Noyers
- Nicolas Grenon (c. 1375 – 1456)
- John Dunstable (c. 1390 – 1453) nativo dell'Inghilterra
- Pierre Fontaine (c. 1380 – c. 1450)
- Guillaume Legrant (? – ?) anche noto come Lemarcherier
- Jacobus Vide (? – ?)
- Guillaume Dufay (c. 1397 – 1474)
- Gilles Binchois (c. 1400 – 1460)
- Johannes Brassart (c. 1400 – 1455)
- Johannes Legrant (? – ?)
- Reginaldus Libert (? – ?)
- Arnold de Lantins (? – 1432)
- Hugo de Lantins (? – 1420/1430)
- Gilles Joye (c. 1424 – 1483)
- Guillaume le Rouge (fl. 1450 – 1465)
- Antoine Busnois (c. 1430 – 1492)
- Robert Morton (c. 1430 – dopo il 1475)
- Adrien Basin (? – dopo il 1498)
- Hayne van Ghizeghem (c. 1445 – 1472/97)

## Inglesi
Forse a causa del suo isolamento dal continente, la musica rinascimentale arrivò in Gran Bretagna più tardi rispetto agli altri stati europei. Mentre la musica tardo-medioevale inglese fu influenzata dalla scuola di Borgogna, la maggior parte della musica inglese del XV secolo andò perduta a seguito della dissoluzione dei monasteri durante il regno di Enrico VIII d'Inghilterra. Il periodo Tudor del XVI secolo fu un'epoca di intenso interesse per la musica e lo stile rinascimentale iniziò a svilupparsi con un interscambio di influenze fra le isole britanniche ed il continente europeo. Molta della musica inglese di questo periodo era influenzata da stili stranieri e ne è un esempio la scuola del madrigale inglese. Fra i compositori di questo periodo si ricordano Thomas Tallis, John Dowland, Orlando Gibbons e William Byrd.

### 1370–1450
- Leonel Power (c. 1370 al 1385 – 1445)
- Roy Henry (fl.c. 1410) anche noto come Enrico V d'Inghilterra (1387 – 1422)
- Byttering (fl.c. 1400 – 1420) probabilmente Thomas Byttering
- John Plummer (c. 1410 – c. 1483)
- Walter Frye (fl.c. 1450 – 1475)
- John Tuder (XV secolo)
- John Treloff (XV secolo)
- William Cornysh (c. ? 1430 – 1502)
- William Horwood (c. 1430 – 1484)
- John Hothby (d. 1487) noto anche come Johannes Ottobi.
- Richard Hygons (c. 1435 – c. 1509)
- Hugh Kellyk
- John Nesbett (d. 1488)
- Thomas Pykke (XV secolo) anche detto Packe.
- Richard Mower (XV secolo)
- Henry Prentes (d. 1514) anche detto Prentyce.

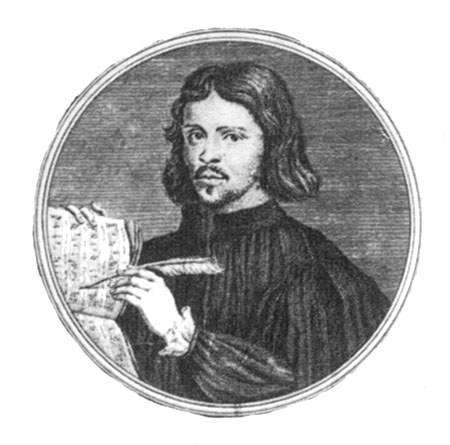
Thomas Tallis, c. 1505 – 1585

### 1451–1500
- Gilbert Banester (c. 1445 – 1487)
- Edmund Turges (c. 1445 – dopo ? 1501) anche detto Sturges
- Walter Lambe (c. 1450 – dopo 1504).
- Robert Wilkinson (c. 1450/1 – 1515 o dopo) anche detto Wylkynson
- Sir William Hawte (fl. 1460 – 1470)
- John Browne (fl.c. 1490)
- Robert Fayrfax (1464 – 1521) anche detto Fairfax, Fairfaux, Feyrefax
- Richard Davy (c. 1465 – c. 1507)
- William Cornysh (ca. 1465 – 1523) probabilmente figlio di William Cornysh
- Henry Petyr (fl. ? 1470 – ? 1516) anche detto Petre, Peter.
- Richard Sampson (c. 1470 – 1554)
- Hacomplaynt (fl. tardo XV secolo – primo XVI secolo) anche detto Hacomblene.
- Avery Burton (c. 1474 – 1542 al 1547) anche detto Avere, Burnet
- William Corbronde (fl. 1480 – 1500)
- John Norman (fl. 1502-1522)
- William Rasor (fl. 1499 – 1514/5) anche detto Rasar.
- Thomas Ashwell (c. 1478 – dopo 1518) anche detto Ashewell, Ashwelle, Asshwell, Aswell
- Thomas Sternhold (d. 1549)
- John Strabridge (fl. prima del 1548)
- Christopher Hoskins (fl. prima del 1548)
- William, Monk of Stratford
- Hugh Aston (c. 1485 – 1558) anche detto Ashton, Assheton
- Richard Bramston (? 1485 – 1554)
- Nicholas Ludford (c. 1485 – 1557)
- John Mason (? 1485 – ? 1547)
- Richard Pygott (c. 1485 – 1549) anche detto Pigott.
- Edmund Sturton (fl. tardo XV secolo – primo XVI secolo)
- John Redford (c. 1486 – 1547)
- Nicholas Huchyn (fl. tardo XV secolo – primo XVI secolo)
- John Fawkyner (fl. tardo XV secolo)
- William Pasche (fl. tardo XV secolo – primo XVI secolo) anche detto Pashe.
- Robert Cooper (14?? – 15??)
- Thomas Appleby (c. 1488 – 1563)
- John Taverner (c. 1490 – 1545)
- William Whytbroke (fl. 1520 – 1530)
- Henry VIII of England (1491 – 1547)
- John Dark (? 1495 – ? 1569) anche detto Darke.
- Robert Jones (fl. 1520-1538)
- Thomas Preston (d.c. 1563)

### 1501–1550
- Hyett (fl. prima del 1548)
- John Ensdale (fl. prima del 1548)
- John Hake (fl. prima del 1548)
- Walter Erly (XVI secolo)
- Arthur Chamberlain (primi XVI secolo) anche detto Chamberlayne.
- John Ambrose (fl. 1520 al 1545)
- John Merbecke anche noto come Marbeck (c. 1510 – c. 1585)
- William Shelby (? – 1570) anche detto Shelbye, Selby, Selbie, Selbye.
- Robert Okeland (fl. prima del 1548) anche detto Hockland, Ockland.
- Thomas Tallis (c. 1505 – 1585)
- Christopher Tye (c. 1505 – ? 1572)
- John Wood (fl. 1530)
- Osbert Parsley (1511 – 1585) anche detto Parsely
- E. Strowger (fl. primi XVI secolo)
- Thomas Knyght (fl. 1530 al 1535)
- Philip Alcocke (fl. prima del 1548)
- John Sheppard (c. 1515 – 1559)
- John Thorne (d. 1573)
- Kyrton (fl. 1540 al 1550)
- John Black (c. 1520 – 1587)
- Thomas Caustun (c. 1520-1525 – 1569) anche detto Causton
- John Blitheman (c. 1525 - 1591)
- Richard Wynslate (d. 1572) anche detto Wynslade.
- Henry Stenings (fl. prima del 1548 – dopo il 1600) anche detto Stonninge, Stoninge, Stoninges, Stoning, Stonings.
- Richard Allwood (fl.c. 1550 – 1570) anche detto Alwood
- Richard Edwards (1525 – 1566) anche detto Edwardes
- Hugh Sturmys (XVI secolo)
- Thomas Wright (XVI secolo) anche detto Wrighte.
- William Mundy (c. 1528 – prima del 1591) padre di John Mundy
- Robert Parsons (c. 1535 – 1572)
- Thomas Whythorne (1528 – 1595)
- John Heath (XVI secolo)
- Clement Woodcock (1540 – 1590) anche detto Woodcoke, Woodecock.
- John Cuk (XVI secolo)
- Robert White (1538 – 1574) anche detto Whyte
- William Byrd (1543 – 1623)
- Richard Hunt (XVI secolo)
- Alfonso Ferrabosco l'Anziano (1543 – 1588) anche detto Alphonso, Farrabosco, Ferabosco, Forobosco, Master Alfonso
- Anthony Holborne (c. 1545 – 1602) anche noto come Olborner
- John Johnson (c. 1545 – 1594)
- Thomas Woodson (d. ? 1605)
- Thomas Warrock (fl. 1580 – 1590) anche detto Warrocke, Warwick.
- John Baldwin (prima del 1560 – 1615)

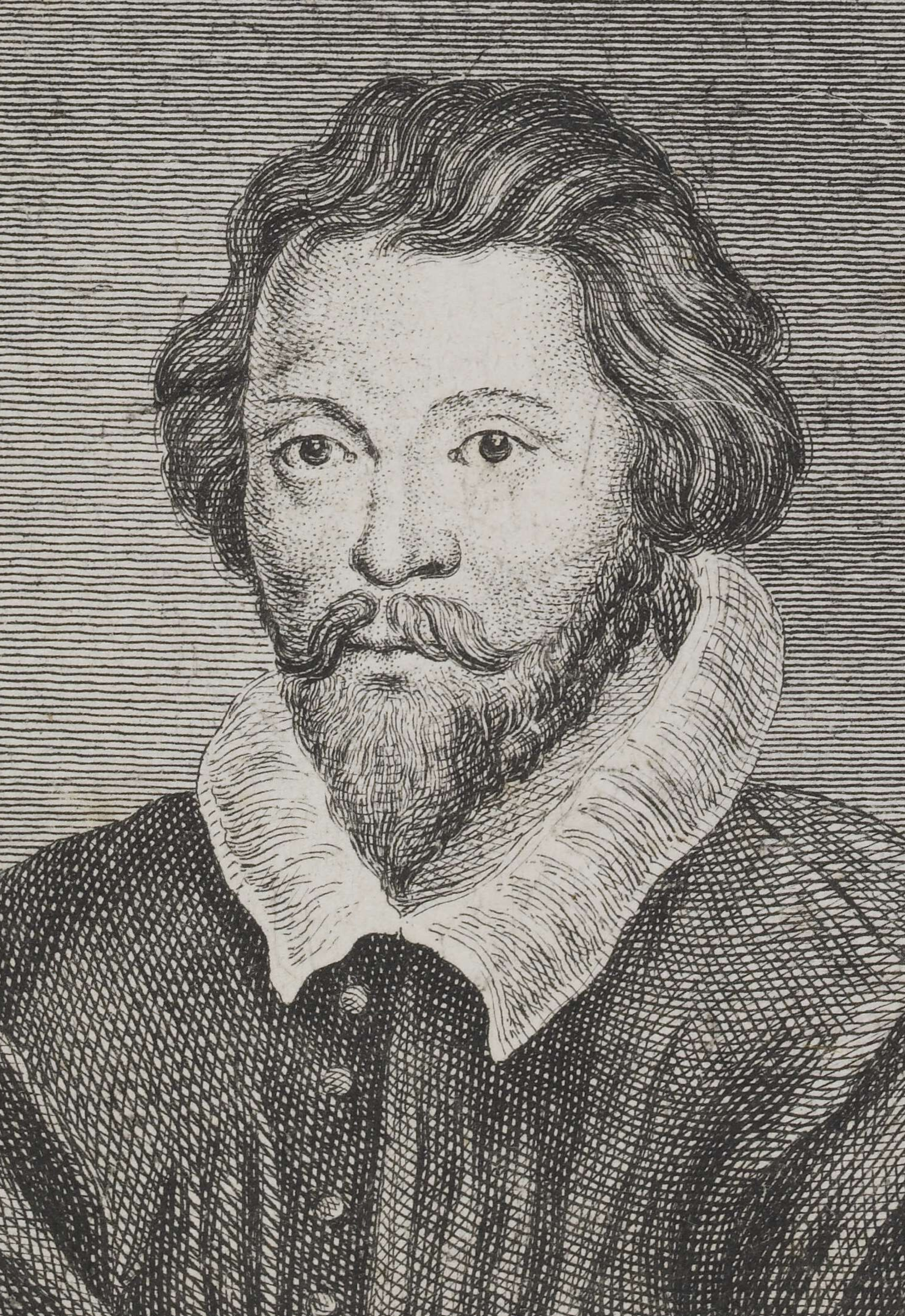
William Byrd, 1543 – 1623

- John Cosyn (d. 1609)
- Edward Martyn (XVI secolo)
- John Northbrooke (XVI secolo)
- Picforth (fl.c. 1580)
- Poynt (fl.c. 1580)
- Thomas Oldfield (?)
- Jehan Oystermayre (?)

### 1551–1570
- John Marchant (? – 1611)
- Richard Martin (fl.c. 1610)
- Thomas Fardyng (XVI secolo)
- Edward Collard (d.c. 1600?)
- Edmund Hooper (ca. 1553 – 1621) anche detto Hoop.
- Elway Bevin (1554 – 1638) forse gallese
- William Inglot (1554 – 1621) anche detto Inglott.
- John Mundy (c. 1555 – 1630) figlio di William Mundy.
- Thomas Morley (1557 – 1603)
- Nathaniel Giles (c. 1558 – 1634) anche detto Gyles
- Matthew Jeffries (c. 1558 – c. 1615)
- Ferdinando Richardson (? 1558 – 1618) anche noto come Sir Ferdinando Heybourne.
- Richard Carlton (c. 1558 – ? 1638)
- William Brade (1560 – 1630) attivo in Danimarca e Germania
- William Cobbold (1560 – 1639)
- James Harding (ca. 1560 – 1626) anche detto Jeames Harden.
- William Leighton (c. 1560 – prima del 1617)
- Peter Philips (1560 – 1628) esiliato nelle Fiandre
- Thomas Robinson (c. 1560 – dopo il 1609)
- Robert Hales (fl. 1583 – 1616)
- John Bull (1562 – 1628) Esiliato nei Paesi Bassi
- John Dowland (1563 – 1626)
- Giles Farnaby (c. 1563 – 1640)
- John Milton (c. 1563 – 1647) padre del poeta John Milton.
- John Danyel (1564 – dopo il 1625) anche detto Danyell
- Edward Johnson (fl. 1592/4)
- Mallory (fl.c. 1580)
- Michael Cavendish (c. 1565 – 1628)
- John Farmer (c. 1565 – 1605)
- George Kirbye (c. 1565 – 1634)
- Francesco Bianciardi (1570 - 1607)
- Thomas Campion (1567 – 1620) anche detto Campian.
- John Hilton (I) (d. 1608) probabilmente padre di John Hilton (II)
- Edward Gibbons (1568 – c. 1650) fratello di Orlando Gibbons
- Richard Gibbs (1568 – c. 1650) anche noto come R. Gibbs.
- Philip Rosseter (c. 1568 – 1623)
- Tobias Hume (c. 1569 – 1645)
- Nicholas Strogers (fl. 1560 – 1575) anche detto Strowger, Strowgers.
- Edward Blancks (fl.c. 1590 – 1620) anche detto Blanke, Blanks, Blanckes
- Thomas Bateson (c. 1570 – 1630)
- John Bennet (c. 1570 – dopo il 1614)
- John Cooper (c. 1570 – 1626) anche detto Coperario, Coprario
- Benjamin Cosyn (c. 1570 – 1652 o dopo) anche detto Cosin, Cosens.
- Francis Cutting (fl. 1595)
- Francis Pilkington (c. 1570 – 1638) liutista
- William Tisdale (c. 1570 – 1603 o 1605) anche detto Tisdall
- Henry Lichfild (d. 1613) madrigalista

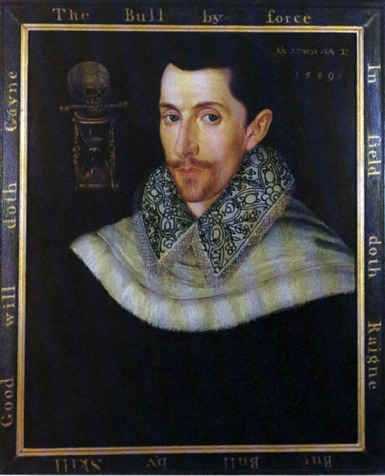
John Bull, 1562 – 1628

### 1571–1580
- Thomas Lupo (1571 – 1627) anche noto come Thomas Lupo The Elder.
- John Ward (1571 – 1638)
- Daniel Bacheler (1572 – 1618)
- Alfonso Ferrabosco il Giovane (c. 1572 – 1628) figlio illegittimo di Alfonso Ferrabosco l'Anziano
- Martin Peerson (1572 – 1650) forse la stessa persona di Martin Pearson.
- Thomas Tomkins (1572 – 1656)
- Ellis Gibbons (1573 – 1603) fratello di Orlando Gibbons
- John Wilbye (1574 – 1638)
- John Bartlet (fl. 1606 al 1610)
- John Bennet (c. 1575 – dopo il 1614)
- John Cooper (c. 1575 – 1626) noto anche come Coprario
- William Simmes (c. 1575 – c. 1625)
- John Holmes (d. 1629)
- John Cornysh (tardo XV secolo – primi XVI secolo) forse parente di William Cornysh
- William Holborne (fl. 1597)
- Thomas Greaves (fl.c. 1600)
- John Maynard (c. 1576/7 – fra il 1614 e il 1633)
- Thomas Weelkes (1576 – 1623)
- Richard Sumarte (d. dopo il 1630)
- Henry Lichfild (fl. 1613 – dopo il 1620)
- Robert Jones (c. 1577 – dopo il 1615)
- John Amner (1579 – 1641)
- Thomas Hunt (fl. 1600)
- Robert Hall (? – ?) XVI/XVII secolo
- John Hampton (fl. tardo XV secolo – primi XVI secolo)
- Richard Dering (c. 1580 – 1630)
- Michael East (c. 1580 – 1648) forse figlio di Thomas East

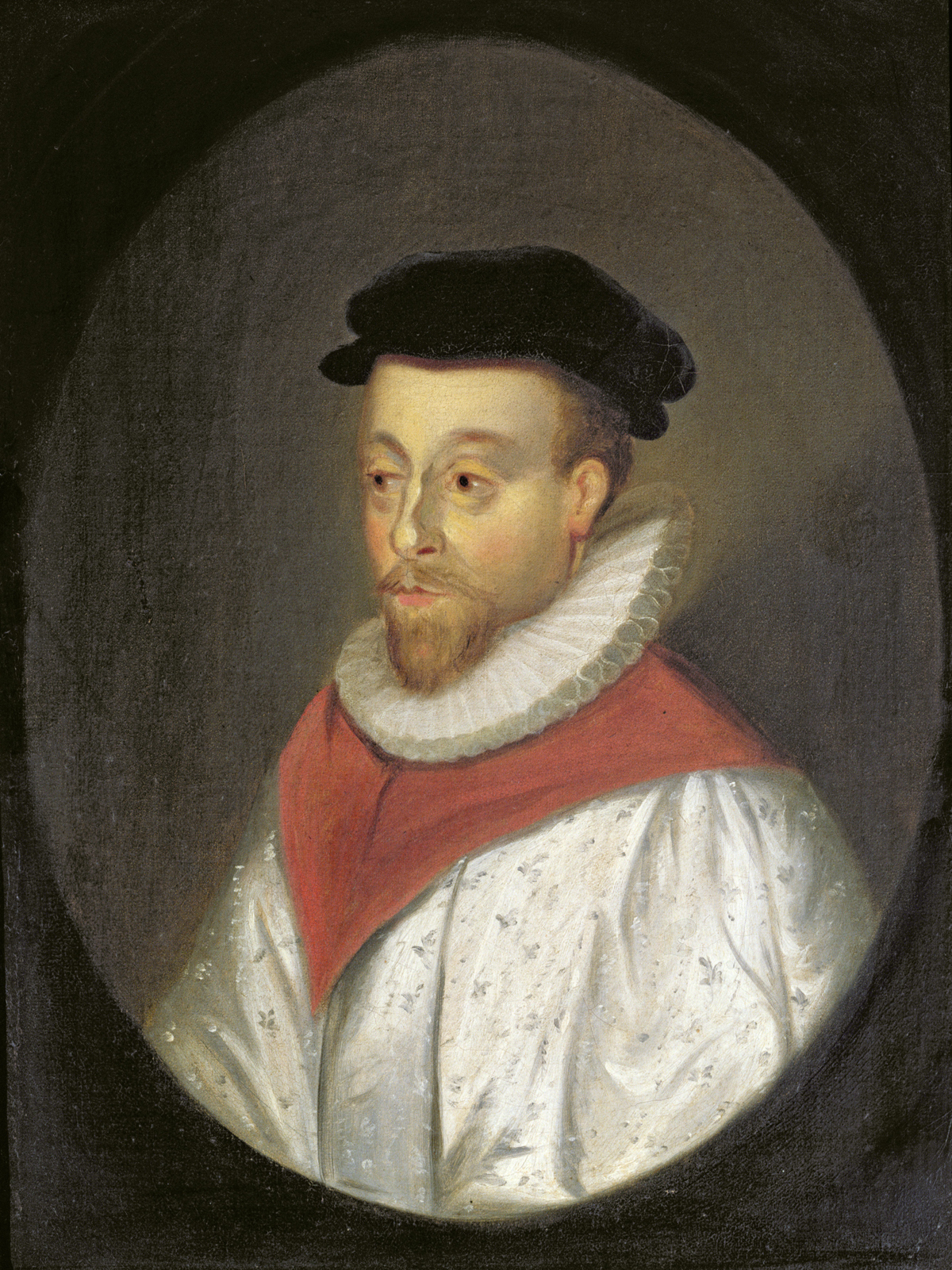
Orlando Gibbons, 1583 – 1625

- Thomas Ford (c. 1580 – 1648)
- Richard Nicholson (d. 1639)
- Thomas Vautor (b.c. 1580/90)
- Henry Youll (b.c. 1580/90)
- George Handford (fl.c. 1609)

### 1581–1611
- Robert Tailour (fl. 1615) forse Robert Taylor, anche detto Tailer, Taler, Taylour.
- Robert Johnson (c. 1582 – 1633)
- Thomas Simpson (compositore) (1582 – c. 1628) anche detto Sympson.
- Orlando Gibbons (1583 – 1625)
- John Adson (1587 - 1640)
- Robert Ramsey, (1590 c. - 1644)
- Charles Coleman (d. 1646)
- John Lugg (? 1587 – 165?) Anche noto come Lugge. Sono pervenute nove delle sue canzoni, un esacordo e tre voluntarie per doppio organo nel manoscritto conservato al Christ Church di Oxford.
- Nicholas Lanier (1588–1666) Anche noto come Lanière
- Walter Porter (c. 1588–1659) Madrigalista. Fra i suoi pezzi alcune toccate, sinfonie e ritornelli oltre che pezzi vocali
- John Tomkins (1589–1638) Fratellastro di Thomas Tomkins. John come kiss me now (variationi) in un manoscritto conservato al British Museum.
- Richard Mico (1590–1661) Due arrangiamenti per viols e pavans per tastiera in MS del British Museum
- Thomas Ravenscroft (c. 1590 – c. 1633) Pubblicò un libro di salmi fra le altre opere
- Robert Dowland (1591–1641) Figlio di John Dowland. Solo tre opere sono sicuramente attribuibili a lui: due pezzi per liuto presenti in 'Varietie of Lute Lessons' e uno in 'Margaret Board Lutebook'.
- John Jenkins (1592–1678)
- William Corkine (fl. 1610 – 1617)
- George Mason (fl. 1611 to 1618)

## Franco fiamminghi
Per scuola franco fiamminga si intende, alquanto impropriamente, lo stile polifonico delle composizioni di musica vocale prodotte in Europa fra il XV e il XVI secolo.

Jacob Obrecht, c. 1453 – 1505

### 1370–1450
- Johannes de Limburgia (fl. 1408 – 1430) anche Lymburgia o Johannes Vinandi
- Clement Liebert (fl. 1433 – 1454)
- Johannes Ockeghem (c. 1415 – 1497)
- Johannes Regis (c. 1425 – c. 1496)
- Johannes Tinctoris (c. 1435 – 1511)
- Alexander Agricola (? 1446 – 1506)
- Johannes Martini (c. 1440 – 1497/98)
- Petrus de Domarto (fl.c. 1445 – 1455)
- Johannes de Stokem (c. 1445 – 1487 o 1501)
- Gaspar van Weerbeke (c. 1445 – dopo il 1517)
- Johannes Pullois (d. 1478)
- Heinrich Isaac (c. 1450 – 1517)
- Josquin Desprez (c. 1450 – 1521)
- Matthaeus Pipelare (c. 1450 – c. 1515)
- Abertijne Malcourt (d. prima del 1519)

### 1451–1500
- Philip van Wilder (d. ? 1557)
- Jean Japart (fl.c. 1474–1481)
- Jacob Obrecht (c. 1453 – 1505)
- Jacobus Barbireau (1455 – 1491)
- Nycasius de Clibano (fl. 1457 – 1497)
- Jheronimus de Clibano (c. 1459 – 1503)
- Pierre de La Rue (c. 1460 – 1518)
- Marbriano de Orto (c. 1460 – 1529)
- Antonius Divitis (c. 1470 – c. 1530)
- Johannes Ghiselin (fl. 1491 – 1507)
- Nicolas Champion (c. 1475 – 1533)
- Jacotin (d. 1529) anche Jacob Godebrye
- Noel Bauldewijn (c. 1480 – dopo il 1513)
- Jean Richafort (c. 1480 – 1547)
- Benedictus Appenzeller (1480 al 1488 – dopo il 1558)
- Pierre Moulu (c. 1485 – c. 1550) attivo in Francia
- Pierre Passereau (fl. 1509 – 1547)
- Thomas Crecquillon (c. 1490 – ? 1557)
- Adrian Willaert (c. 1490 – 1562)
- Lupus Hellinck (c. 1494 – 1541)
- Nicolas Gombert (c. 1495 – c. 1560)
- Adrianus Petit Coclico (1499/1500 – dopo il 1562)

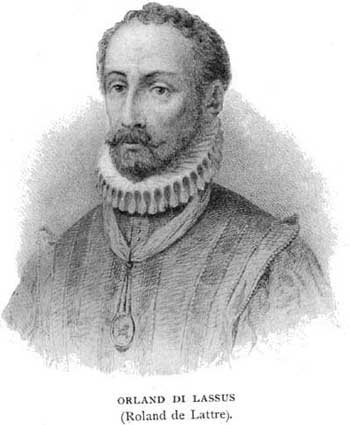
Orlande de Lassus, c. 1531 – 1594

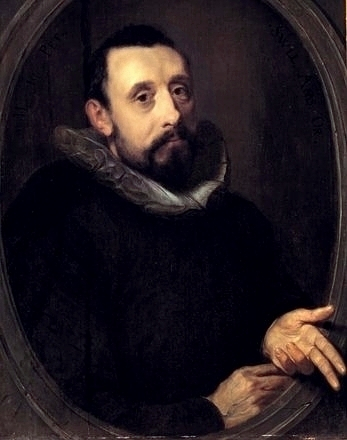
Jan Pieterszoon Sweelinck, 1562 – 1621

### 1501–1550
- Gilles Reingot (fl. primi XVI secolo)
- Arnold von Bruck (c. 1500 – 1554)
- Jacques Buus (c. 1500 – 1565)
- Tielman Susato (c. 1500 – c. 1562) anche Tylman;
- Jheronimus Vinders (fl. 1525 – 1526)
- Jacques Arcadelt (? 1505 – 1568)
- Jacquet Berchem (c. 1505 – prima del 1567)
- Cornelius Canis (c. 1500 al 1510 – 1561)
- Johannes Lupi (c. 1506 – 1539)
- Jacob Clemens non Papa (c. 1510 – c. 1555/6) anche noto come Jacques Clément
- Ghiselin Danckerts (c. 1510 – c. 1565)
- Pierre de Manchicourt (c. 1510 – 1564)
- Jan Nasco (c. 1510 – 1561)
- Dominique Phinot (c. 1510 – c. 1556)
- Nicolas Payen (c. 1512 – c. 1559)
- Hubert Naich (c. 1513 – c. 1546)
- Cipriano de Rore (c. 1515 – 1565)
- Hubert Waelrant (c. 1517 – 1595)
- Perissone Cambio (c. 1520 – c. 1562)
- Séverin Cornet (c. 1520 – 1582)
- Philippe de Monte (1521 – 1603)
- Simon Moreau (fl. 1553 – 1558)
- Jacobus Vaet (c. 1529 – 1567)
- Orlando di Lasso (c. 1531 – 1594)
- Jacobus de Kerle (1531/2 – 1591)
- Giaches de Wert (1535 – 1596)
- Johannes Matelart (prima del 1538 – 1607)
- Jhan Gero (fl. 1540 – 1555)
- Andreas Pevernage (1542/3 – 1591)
- George de La Hèle (1547 – 1586)
- Giovanni de Macque (c. 1549 – 1614)

### 1551–1574
- Rinaldo del Mel (c. 1554 – c. 1598)
- Philippe Rogier (c. 1561 – 1596)
- Jan Pieterszoon Sweelinck (1562 – 1621)
- Cornelis Verdonck (1563 – 1625)
- Géry de Ghersem (1573/5 – 1630)
- Claudio Pari (1574 – dopo il 1619)

## Francesi
Per Francia non si intende la Francia di oggi ma ad una regione più piccola, di lingua francese, separata dalla regione appartenente ai duchi di Borgogna. Nel medioevo, la Francia era al centro dello sviluppo musicale con la scuola di Notre Dame e l'Ars nova; queste scuole vennero poi superate dalla scuola di Borgogna ma la Francia rimase fra le principali fucine nella produzione di musica corale attraverso tutto il rinascimento.

### 1370–1450
- Baude Cordier
- Richard Loqueville (d. 1418)
- Pycard (fl.c. 1410)
- Beltrame Feragut (c. 1385 – c. 1450) anche noto come Bertrand di Vignone
- Johannes Cesaris (fl.c. 1406 – 1417)
- Estienne Grossin (fl. 1418 – 1421)
- Johannes Fedé (c. 1415 – ? 1477)
- Eloy d'Amerval (fl. 1455 – 1508)
- Firminus Caron (fl.c. 1460 – c. 1475)
- Guillaume Faugues (fl.c. 1460 – 1475)
- Philippe Basiron (c. 1449 – 1491)
- Loyset Compère (c. 1450 – 1518)
- Gilles Mureau (c. 1450 – 1512)
- Jehan Fresneau (fl. 1468 – 1505)

### 1451–1500
- Jean Mouton (c. 1459 – 1522)
- Antoine Brumel (1460 – dopo il 1520)
- Colinet de Lannoy (d. prima del 1497)
- Carpentras (c. 1470 – 1548)
- Antoine de Févin (c. 1470 – 1511/12) fratello di Robert de Févin
- Pierrequin de Thérache (c. 1470 – 1528)
- Jean Braconnier (d. 1512)
- Philippe Verdelot (c. 1475 – prima del 1552)
- Ninot le Petit (fl.c. 1500 – 1520)
- Antoine de Longueval (fl. 1498 – 1525)
- Nicolle des Celliers de Hesdin (d. 1538)
- Jean l'Héritier (1480 – 1552) anche detto Heretier, Lhéritier, Lirithier
- Jacquet da Mantova (1483 – 1559)
- Clément Janequin (c. 1485 – 1558)
- Sandrin (c. 1490 – c. 1560) anche noto come Pierre Regnault
- Claudin de Sermisy (c. 1490 – 1562)
- Jean Conseil (c. 1498 – 1534)
- Robert de Févin (fl. tardo XV secolo – primi XVI secolo) fratello di Antoine de Févin

### 1501–1550
- Mathieu Gascongne (fl. primi XVI secolo)
- Garnier (fl. 1538 – 1542)
- Firmin Lebel (primi XVI secolo – 1573)
- Hilaire Penet (? 1501 – 15??)
- Guillaume Le Heurteur (fl. 1530 – 1545)
- Loys Bourgeois (c. 1510 – 1560) anche detto Louis
- Claude Goudimel (c. 1510 – 1572)
- Jean Maillard (c. 1510 – c. 1570)
- Guillaume Morlaye (c. 1510 – c. 1558)
- Pierre Clereau (d. prima del 1570)
- Pierre Cadéac (fl. 1538 – 1556)
- Pierre Certon (c. 1510 to 1520 – 1572)
- Jacques Du Pont (c. 1510 – dopo il 1546)
- Godard (fl. 1536 – 1560) forse Robert Godard
- Claude Gervaise (fl. 1540 – 1560)
- Jean Guyot de Châtelet (c. 1512 – 1588)
- Didier Lupi Second (c. 1520 – dopo il 1559)
- Adrian Le Roy (c. 1520 – 1598)
- Simon Boyleau (fl. c. 1544 – 1586)
- Guillaume Boni (c. 1530 – 1594)
- Guillaume Costeley (1530 – 1606)
- Nicolas de La Grotte (1530 – c. 1600)
- Claude Le Jeune (1530 – 1600)
- Antoine de Bertrand (c. 1530/40 – c. 1581)
- Joachim Thibault de Courville (d. 1581)
- Paschal de l'Estocart (? 1539 – dopo il 1584)
- Eustache Du Caurroy (1549 – 1609)
- Charles Tessier (b.c. 1550)
- Nicolas Millot (d. dopo il 1589)

### 1551–1557
- Fabrice Caietain (fl. 1570 – 1578)
- Jacques Champion de Chambonnières (prima del 1555 – 1642)
- Jacques Mauduit (1557 – 1627)
- Julien Perrichon (1566 – c.1600)

## Tedeschi

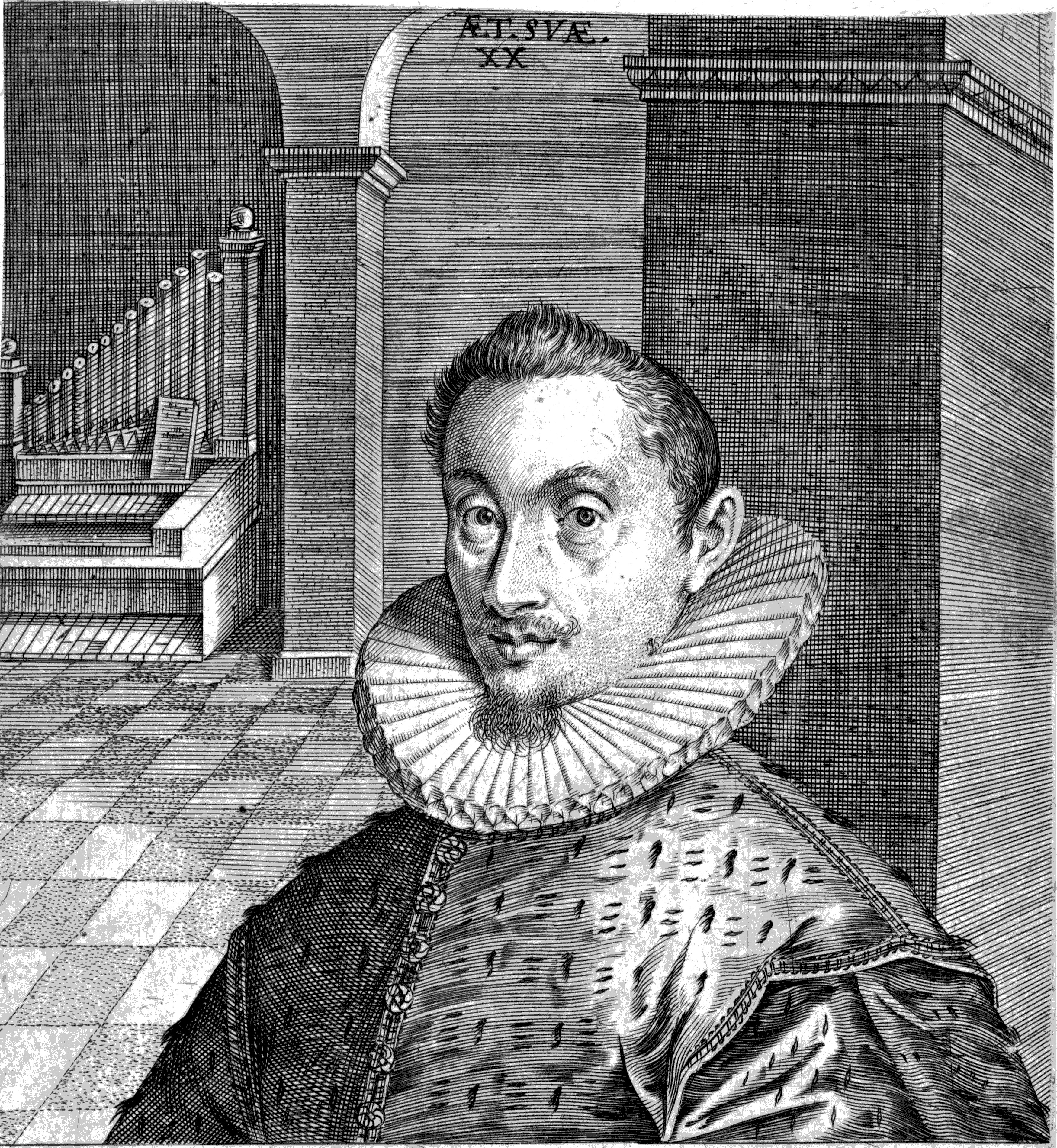
Hans Leo Hassler, 1564 – 1612

### 1370–1500
- Oswald von Wolkenstein
- Conrad Paumann (c. 1410 – 1473)
- Heinrich Finck (1444/5 – 1527)
- Hans Judenkönig (c. 1450 – 1526) anche detto Judenkünig
- Thomas Mancinus (1550 – c. 1612)
- Arnolt Schlick (c. 1450 – c. 1525)
- Pierre Alamire (c. 1470 – 1536)
- Hans Buchner (1483 – 1538)
- Martin Agricola (1486 – 1556)
- Arnold von Bruck (c. 1490 – 1554)
- Leonhard Kleber (c. 1490 – 1556)
- Benedictus Ducis (c. 1492 – 1544)
- Lorenz Lemlin (c. 1495 – c. 1549) anche detto Laurenz
- Johann Walter (1496 – 1570)
- Hans Gerle (c. 1498 – 1570)
- Wolfgang Schmeltzl (c. 1500 al 1505 – c. 1564)

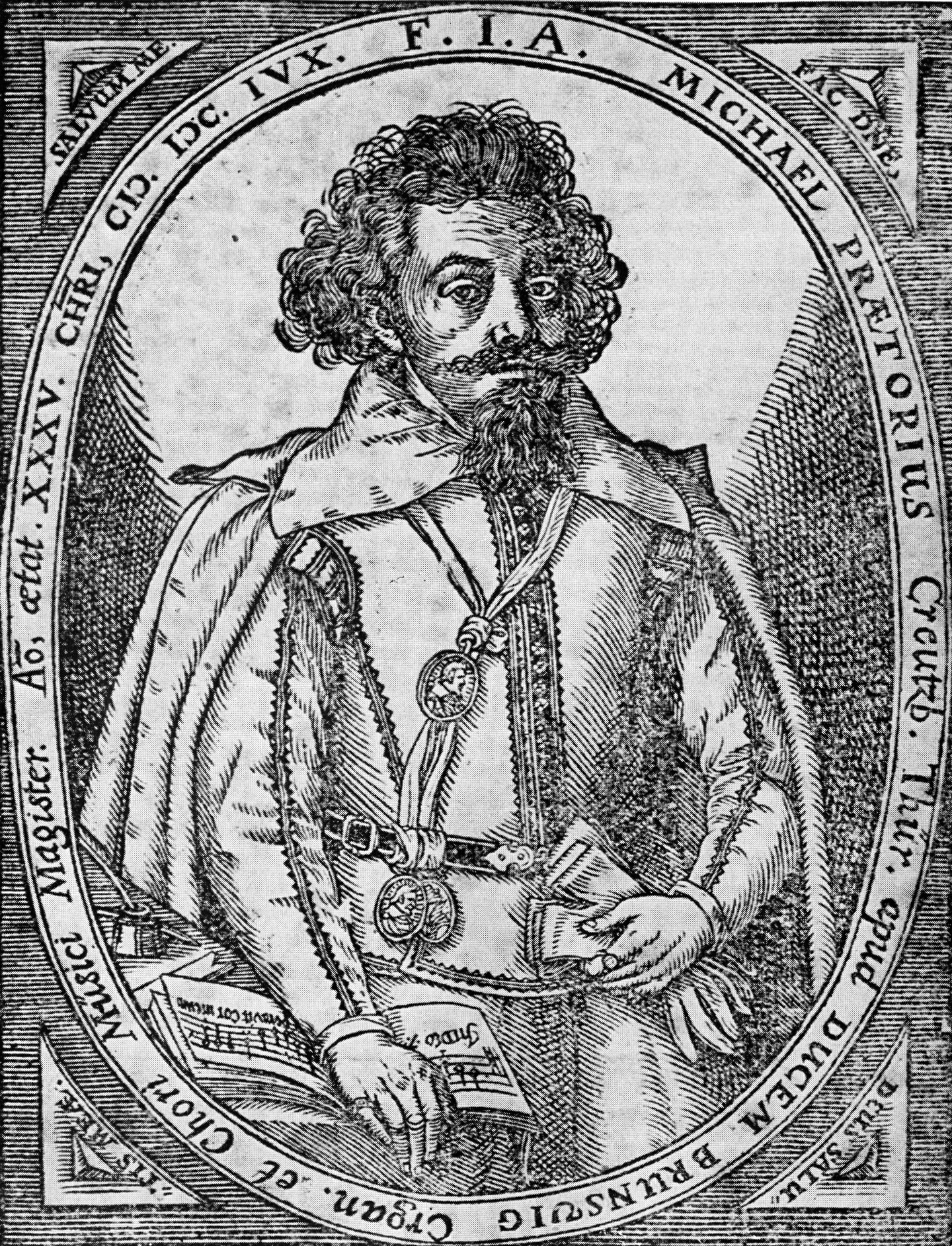
Michael Praetorius, c. 1571 – 1621

### 1501–1571
- Hans Neusiedler (1508 – 1563)
- Georg Forster (c. 1510 – 1568)
- Caspar Othmayr (1515 – 1553)
- Jobst von Brandt (1517 – 1570)
- Sigmund Hemmel (c. 1520 – 1565)
- Hermann Finck (1527 – 1558)
- Elias Nikolaus Ammerbach (c. 1530 – 1597)
- Mattheus Waissel (c. 1540 – 1602)
- Leonhard Lechner (c. 1553 – 1606)
- Johannes Nucius (c. 1556 – 1620)
- Hieronymus Praetorius (1560 – 1629)
- Elias Mertel (c. 1561 – 1626)
- Andreas Raselius (c. 1562 – 1602)
- Hans Leo Hassler (1564 – 1612) anche detto Haßler
- Christoph Demantius (1567 – 1643)
- Michael Praetorius (c. 1571 – 1621)

## Italiani
Dopo il declino della scuola di Borgogna, l'Italia divenne la culla della musica rinascimentale producendo tecniche innovative con la scuola veneziana e la più conservatrice scuola romana. In particolare la scuola veneziana lanciò lo stile policorale del tardo XVI secolo, che fu il più famoso evento musicale d'Europa e influenzò enormemente tutta la musica del continente. Le innovazioni introdotte dalla scuola veneziana, assieme allo sviluppo della monodia e alla nascita dell'opera a Firenze, costituirono la fine del rinascimento e l'inizio del barocco.

### 1350–1470
- Zacara da Teramo
- Paolo da Firenze (c. 1355 – c. 1436;) anche noto come Paolo Tenorista
- Giovanni Mazzuoli (1360-1426), noto anche come Jovannes de Florentia, Giovanni degli Organi e Giovanni di Niccol
- Piero Mazzuoli (figlio di Giovanni Mazzuoli)
- Antonio da Cividale (fl. c. 1392-1421) anche noto come Antonius de Civitate Austrie
- Antonius Romanus (fl. 1400-1432)
- Bartolomeo da Bologna (fl. 1405-1427)
- Grazioso da Padova (fl. 1390?-1410?) anche noto come Gratiosus de Padua
- Nicolaus Zacharie (c. 1400 o prima – 1466)
- Johannes de Quadris (c. 1410 – ? 1457)
- Guglielmo Ebreo da Pesaro (c. 1420-1484)
- Antonius Janue (fl. c. 1460)
- Franchinus Gaffurius (1451-1522)
- Marchetto Cara (c. 1470 – ? 1525)
- Bartolomeo Tromboncino (c. 1470 – c. 1535)

### 1471–1500

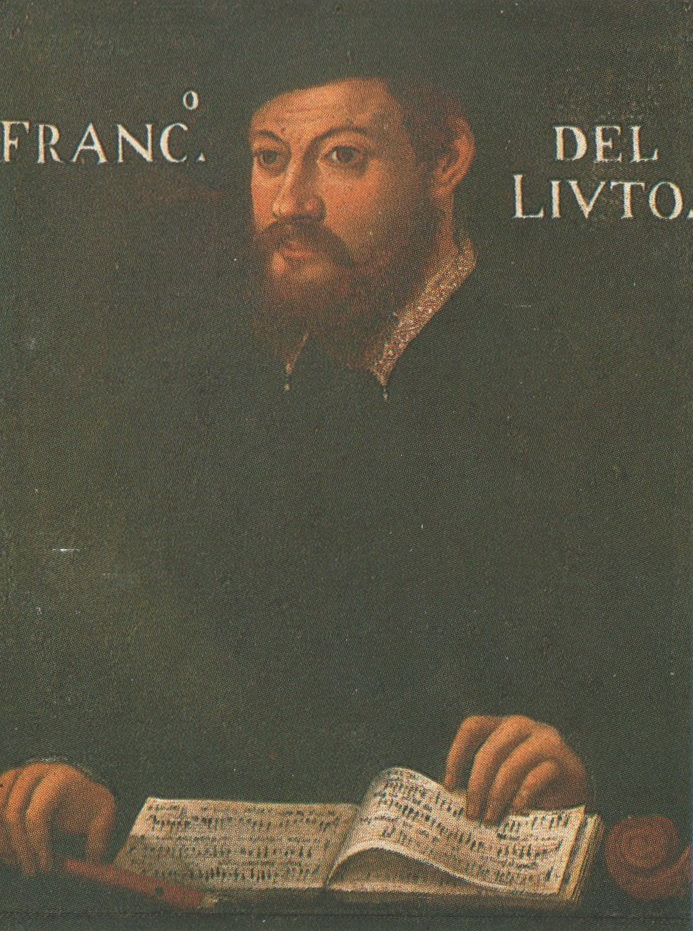
Francesco Canova da Milano (1497-1543)

- Bartolomeo degli Organi (1474 – 1539)
- Vincenzo Capirola (1474 – dopo il 1548)
- Filippo de Lurano (c. 1475 – c. 1520)
- Francesco Spinacino (tardo XV secolo – dopo il 1507)
- Antonio Caprioli (fl.c. 1500)
- Gasparo Alberti (c. 1480 – 1560)
- Andrea Antico (c. 1480 – dopo il 1538)
- Marco Dall'Aquila (c. 1480 – dopo il 1538) anche detto Marco da l'Aquila?
- Maistre Jhan (c. 1485 – 1538)
- Francesco Patavino (fl.c. 1500)
- Bernardo Pisano (1490 – 1548)
- Pietro Paolo Borrono (c. 1490 – 1563)
- Francesco de Layolle (1492 – c. 1540)
- Costanzo Festa (c. 1495 – 1545)
- Francesco Canova da Milano (1497 – 1543)
- Mattio Rampollini (1497 – c. 1553)
- Albert de Rippe (c.1500 – 1551) anche noto come Alberto da Ripa e da Mantova
- Giovanni Thomaso Cimello (c. 1500 – dopo il 1579)

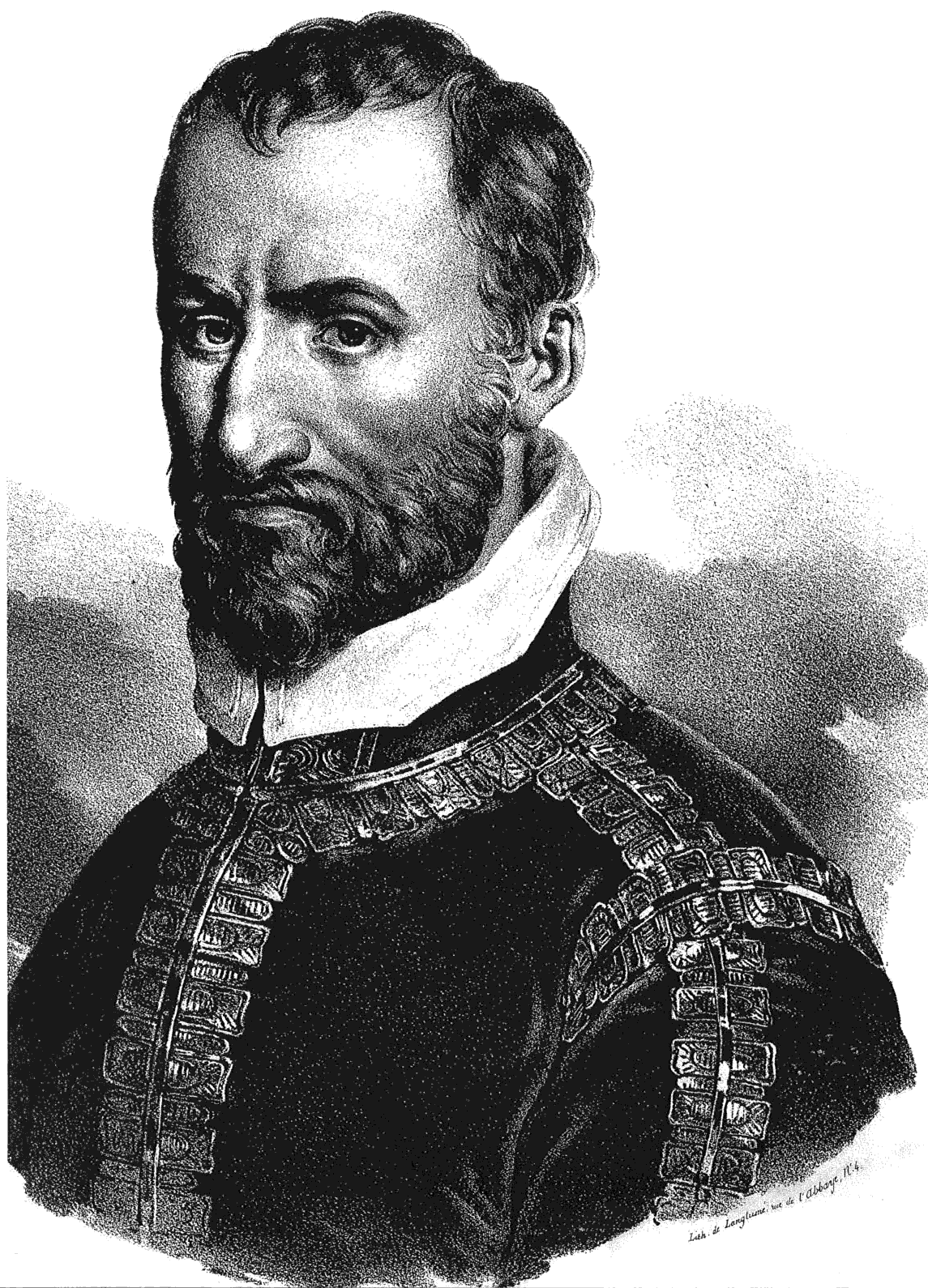
Giovanni Pierluigi da Palestrina, c. 1525 – 1594

### 1501–1525
- Francesco Corteccia (1502 – 1571)
- Ambrose Lupo (1505 – 1591) anche noto come Ambrosio Lupo, de Almaliach e Lupus Italus.
- Paolo Aretino (1508 – 1584) anche noto come Paolo Antonio del Bivi
- Antonio Gardano (1509 – 1569) Music printer
- Andrea Gabrieli (c. 1510 – 1586) zio di Giovanni Gabrieli
- Vincenzo Ruffo (c. 1510 – 1587)
- Claudio Veggio (c. 1510 – 15??)
- Giovanni Domenico da Nola (c. 1515 – 1592)
- Giandomenico Martoretta (c. 1515 - 15??)
- Agostino Agostini (d. 1569) padre di Lodovico Agostini
- Gioseffo Zarlino (1517 – 1590)
- Francesco Cellavenia (fl. 1538 – 1563)
- Giovanni Paolo Paladini (fl.c. 1540 – 1560)
- Giovanni Animuccia (c. 1520 – 1571)
- Vincenzo Galilei (c. 1520 – 1591) padre di Michelangelo Galilei e Galileo Galilei
- Francesco Portinaro (c. 1520 – dopo il 1577)
- Hoste da Reggio (c. 1520 – 1569)
- Ippolito Ciera (fl. 1546 – 1564)
- Girolamo Parabosco (c. 1524 – 1577)
- Girolamo Cavazzoni (c. 1525 – dopo il 1577)
- Giocoso Gorzanis (c. 1525 – dopo il 1575)
- Giovanni Pierluigi da Palestrina (c. 1525 – 1594)

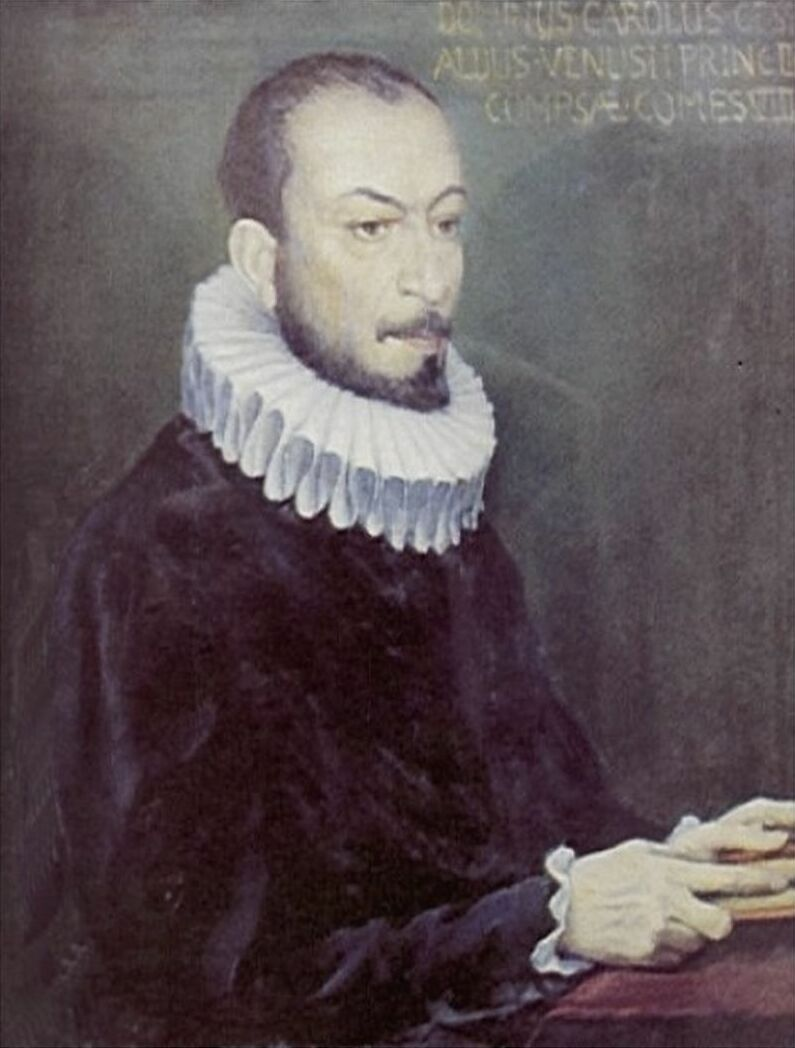
Carlo Gesualdo, 1560 – 1613

### 1526–1550
- Annibale Padovano (1527 – 1575)
- Baldassare Donato (1525 al 1530 – 1603)
- Costanzo Porta (c. 1529 – 1601)
- Cesare Negri (before 1536 – dopo il 1604)
- Giovanni Battista Conforti (fl.c. 1550)
- Fabrizio Caroso (c. 1530 – dopo il 1605)
- Gianmatteo Asola (1532 o prima – 1609)
- Claudio Merulo (1533 – 1604)
- Francesco Soto de Langa (1534 – 1619)
- Annibale Stabile (c. 1535 – 1595)
- Pietro Vinci (c. 1535 – 1584)
- Pietro Taglia (fl. c. 1555 – 1565)
- Annibale Zoilo (c. 1537 – 1592)
- Giovanni Dragoni (c. 1540 – 1598)
- Filippo Azzaiolo (fl. 1530 – 1569)
- Fabrizio Dentice (fl.c. 1550 – 1600)
- Paola Massarenghi (fl. 1565 – 1585)
- Maddalena Casulana (c. 1540 – c. 1590)
- Giovanni Ferretti (c. 1540 – dopo il 1609)
- Gioseffo Guami (c. 1540 – 1611) anche noto come Giuseppe Guami. fratello di Francesco Guami
- Giovanni Leonardo Primavera (1540 – 1585)
- Alessandro Striggio (c. 1540 – 1592)
- Tiburzio Massaino (prima del 1550 – dopo il 1608)
- Vincenzo Bellavere (c. 1540/1 – 1587) anche detto Bell'Haver
- Alfonso Ferrabosco il Vecchio (1543 – 1588)
- Giovanni Maria Nanino (1543/44 – 1607) anche detto Nanini. fratello di Giovanni Bernardino Nanino
- Francesco Guami (c. 1544 – 1602) fratello di Gioseffo Guami;
- Ascanio Trombetti (1544 – 1590)
- Giulio Caccini (c. 1545 – 1618)
- Gioseppe Caimo (c. 1545 – 1584)
- Luzzasco Luzzaschi (c. 1545 – 1607)
- Marc'Antonio Ingegneri (c. 1547 – 1592)
- Francesco Soriano (c. 1548 – 1621)
- Emilio de' Cavalieri (c. 1550 – 1602)
- Giovanni Giacomo Gastoldi (c. 1550 – 1622)
- Cesario Gussago (c. 1550 – 1612)
- Pomponio Nenna (c. 1550 – 1613)
- Riccardo Rognoni (c. 1550 – c. 1620)
- Ruggiero Trofeo (c. 1550 – 1614)
- Orazio Vecchi (1550 – 1605) anche detto Horatio
- Girolamo Conversi (fl.c. 1570 – 1590)

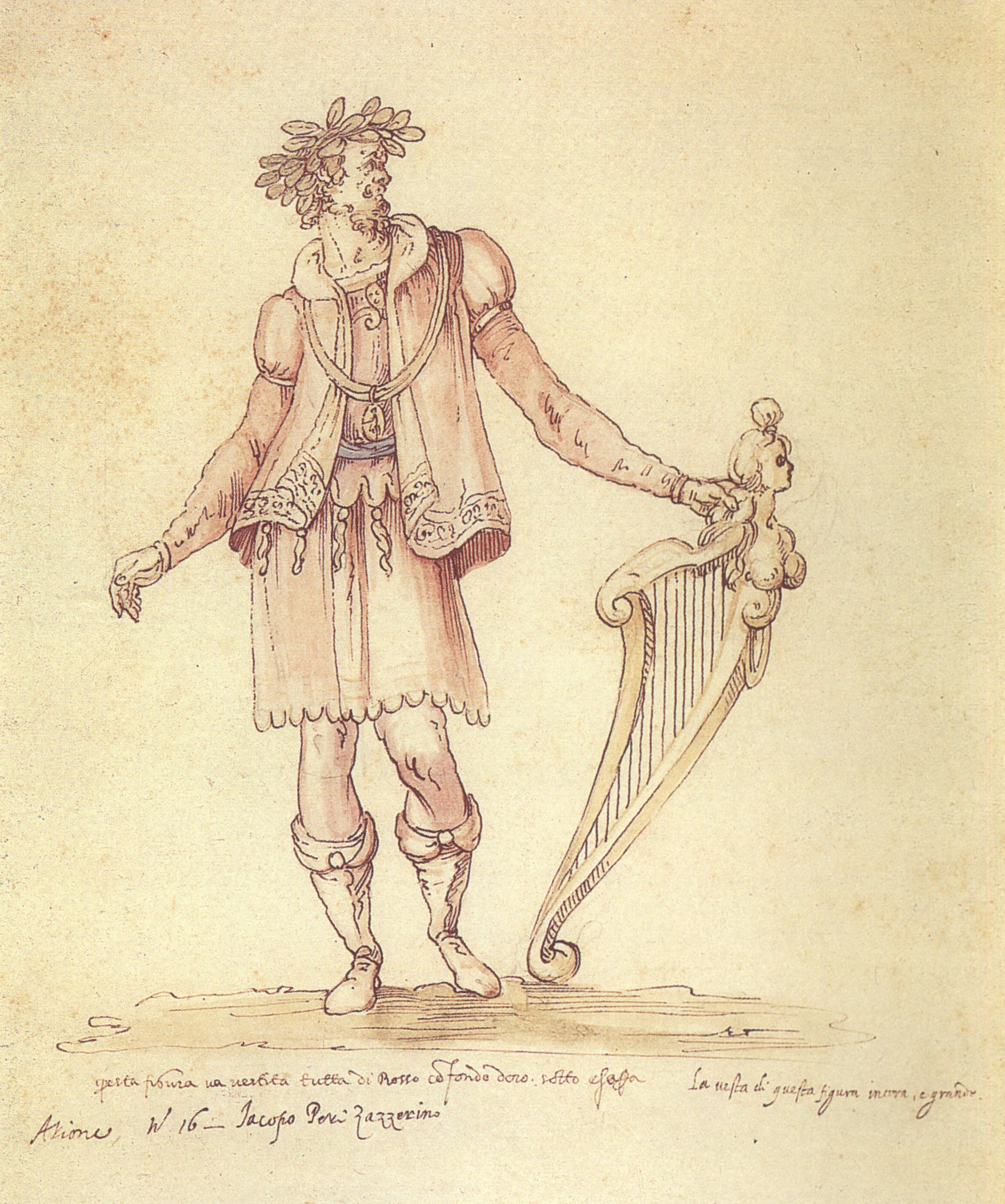
Jacopo Peri, 1561 – 1633

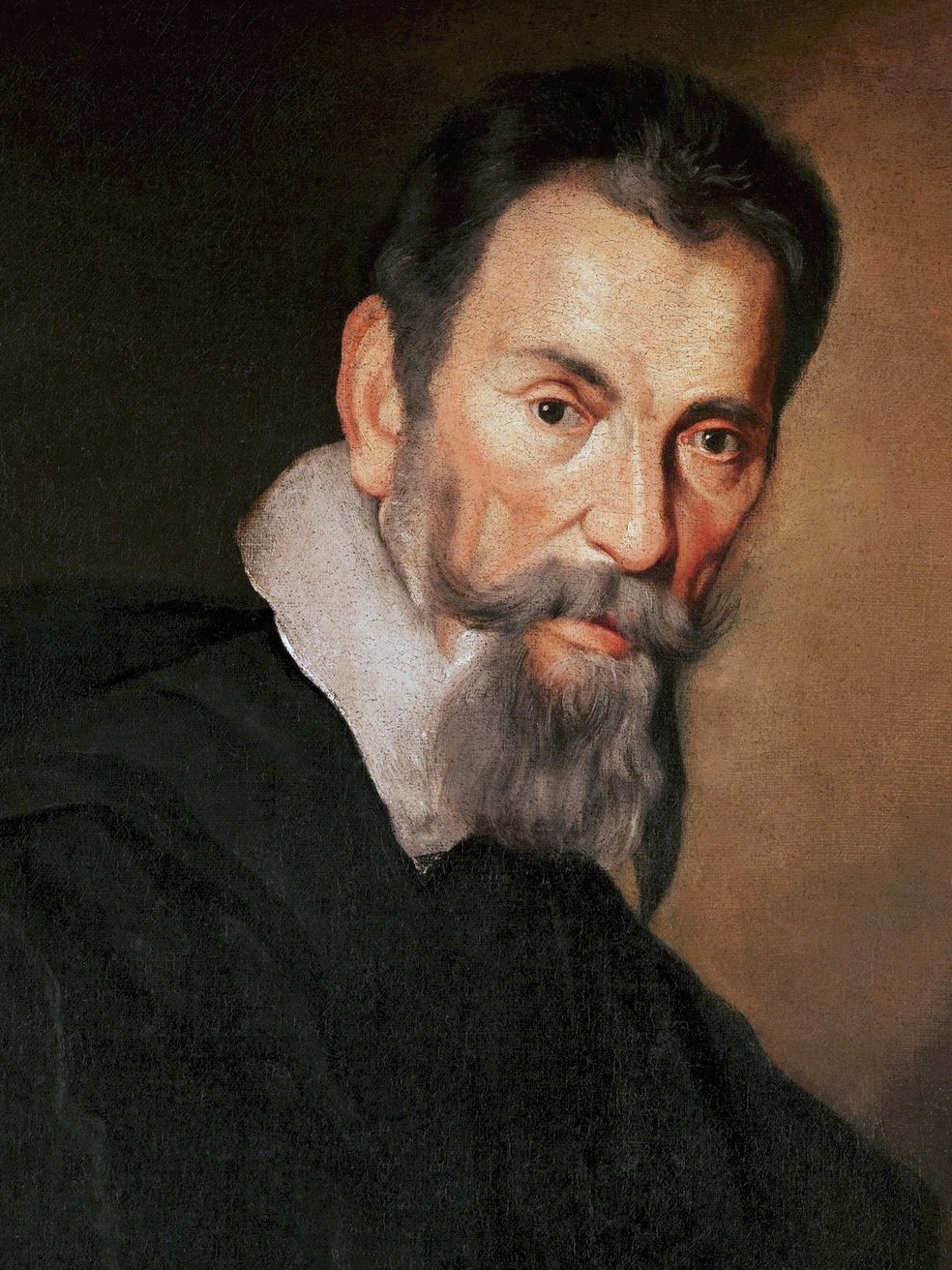
Claudio Monteverdi, 1567 – 1643

### 1551–1575
- Girolamo Dalla Casa (d. 1601)
- Benedetto Pallavicino (c. 1551 – 1601)
- Girolamo Belli (1552 – c. 1620)
- Luca Marenzio (c. 1553 – 1599)
- Lodovico Agostini (1534 – 1590) figlio illegittimo di Agostino Agostini
- Paolo Bellasio (1554 – 1594)
- Cosimo Bottegari (1554 – 1620)
- Girolamo Diruta (c. 1554 – dopo il 1610)
- Gabriele Villani (c. 1555 – 1625)
- Alessandro Orologio (c. 1555 – 1633)
- Giovanni Croce (c. 1557 – 1609)
- Alfonso Fontanelli (1557 – 1622)
- Giovanni Gabrieli (1557 – 1612) nipote di Andrea Gabrieli
- Giovanni Bassano (c. 1558 – 1617)
- Felice Anerio (c. 1560 – 1614) fratello di Giovanni Francesco Anerio
- Giulio Belli (c. 1560 – c. 1621)
- Dario Castello (c. 1560 – c. 1640)
- Carlo Gesualdo (1560 – 1613)
- Ruggiero Giovannelli (c. 1560 – 1625)
- Antonio Il Verso (c. 1560 – 1621)
- Stefano Rossetto (fl. 1560 – 1580)
- Jacopo Peri (1561 – 1633)
- Camillo Cortellini (1561-1630)
- Francisco de Peraza (c. 1564 – c. 1600)
- Ascanio Mayone (1565 – 1627)
- Erasmo Marotta (1565 - 1641)
- Giovanni Pietro Flaccomio (c. 1565 - 1617)
- Alessandro Piccinini (1566 – 1638)
- Lucia Quinciani (c. 1566 – fl. 1611)
- Lorenzo Allegri (1567 – 1648)
- Giovanni Francesco Anerio (c. 1567 – sepolto 1630) fratello di Felice Anerio
- Claudio Monteverdi (1567 – 1643)
- Massimo Troiano (fl. 1567 al 1570 – dopo il 1570)
- Adriano Banchieri (1568 – 1634)
- Ottavio Vernizzi (1569 – 1649)
- Diomede Catone (c. 1570 – dopo il 1615)
- Giovanni Paolo Cima (1570 – 1622)
- Claudia Sessa (c. 1570 – fra il 1613 ed il 1619)
- Francesco Usper (c. 1570 – 1641) anche noto come Spongia
- Cesarina Ricci (c. 1573 – fl. 1597)
- Giovanni Bernardino Nanino (1560 – 1623) fratello di Giovanni Maria Nanino
- Giulio Cesare Martinengo (1564 o 1568 – 1613)
- Michelangelo Galilei (1575 – 1631) figlio di Vincenzo Galilei, e fratello di Galileo Galilei
- Vittoria Aleotti (c. 1575 – dopo il 1620) forse la stessa persona di Raffaella Aleotti (c. 1570 – after 1646)

## Polacchi
Durante un periodo molto favorevole per le condizioni economiche e politiche agli inizi del XVI secolo, la Polonia raggiunse il più alto livello della sua storia divenendo una delle nazioni più importanti d'Europa. Essa era costituita da un'area che comprendeva gli attuali stati di Lituania e Lettonia e parti dell'Ucraina, Bielorussia, Repubblica Ceca, Slovacchia, e Germania.
- Jerzy Liban z Legnicy (1464 – dopo il 1546)
- Mikołaj z Chrzanowa (1485 – 1555)
- Sebastian z Felsztyna (c. 1490 – 1543)
- Sebastian Herburt (c. 1490 – 1543) forse Sebastian z Felsztyna (c. 1490 – after 1543) ?
- Jan z Lublina (tardo XV secolo – 1540)
- Mikołaj z Krakowa (prima metà del XVI secolo)
- Wacław di Szamotuły (c. 1524 – c. 1560)
- Cyprian Bazylik (1535 – c. 1600)
- Mikołaj Gomółka (c. 1535 – c. 1609)
- Krzysztof Borek (? – 1573)
- Marcin Leopolita (c. 1540 – c. 1584) anche noto come Marcin ze Lwowa
- Jakub Polak (c. 1545 – 1605) anche noto come Jacob Polonais, Jakub Reys, Jacques le Polonois e Jacob de Reis.
- Nicolaus Cracoviensis (XVI secolo)
- Tomasz Szadek (c. 1550 – dopo il 1611)
- Krzysztof Klabon (c. 1550 – dopo il 1616)
- Mikołaj Zieleński (c. 1550 – c. 1616)
- Marcin Wartecki (seconda metà del XVI secolo)
- Wojciech Długoraj (c. 1557 – dopo il 1619)
- Petrus de Drusina (c. 1560 – 1611)
- Diomedes Cato (prima del 1570 – c. 1603)
- Andrzej Hakenberger (1574 – 1627)

## Portoghesi
- Pedro de Escobar (c. 1465 – 1535)
- Heliodoro de Paiva (c. 1500–1552)
- António Carreira (c. 1515-1530 – c. 1590-1597)
- Manuel da Fonseca (fl.c. 1540)
- Vicente Lusitano (fl. 1550 – 1561)
- Manuel Mendes (c. 1547 – 1605)
- Pedro de Cristo (c. 1550 – 1618)
- Manuel Rodrigues Coelho (c. 1555 – c. 1635)
- Duarte Lobo (c. 1565 – 1647)
- Gaspar Fernandes (1566 - 1629)
- Manuel Cardoso (1566 – 1650)
- Filipe de Magalhães (1571 - 1652)
- Estêvão de Brito (1575 - 1641)
- Giovanni IV di Portogallo (1603 – 1656)

## Spagnoli

### 1430–1510

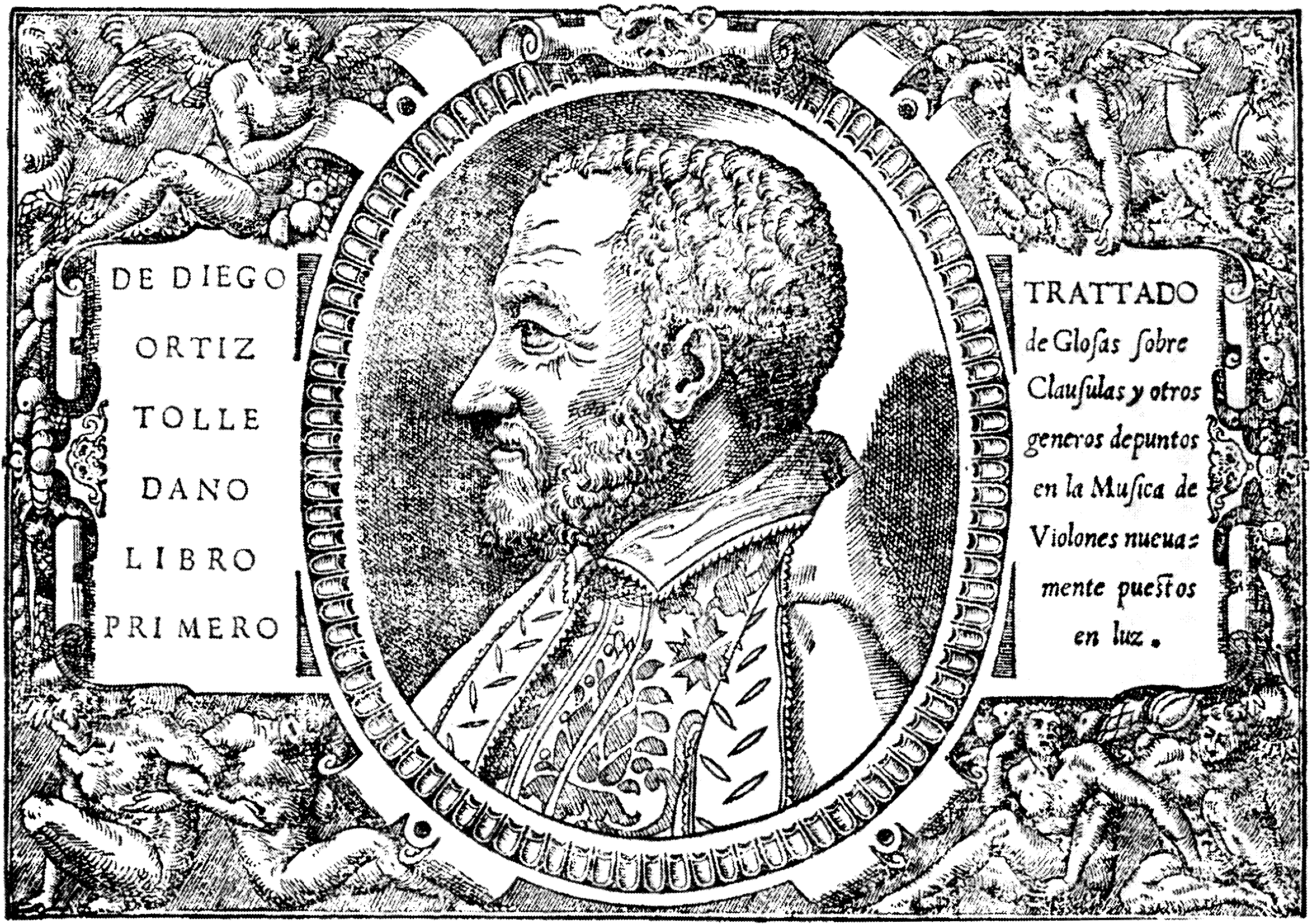
Diego Ortiz, c. 1510 – c. 1570

- Juan de Urrede (c. 1430 – dopo il 1482) anche noto come Johannes de Wreede
- Juan de Triana (fl.c. 1460–1500)
- Francisco de la Torre (c. 1460 – ? 1505)
- Juan de Anchieta (1462 – 1523)
- Juan del Encina (1468 – c. 1529)
- Francisco de Peñalosa (c. 1470 – 1528)
- Andreas de Silva (c. 1475 – 1480)
- Matheo Flecha il vecchio (? 1481 – ? 1553) anche noto come Mateu Fletxa el Vell in catalano, zio di Matheo Flecha il giovane
- Juan Pérez de Gijón (fl.c. 1460 – 1500)
- Bartolomé de Escobedo (c. 1500 – 1563)
- Luis de Milán (c. 1500 – c. 1561)
- Cristóbal de Morales (c. 1500 – 1553)
- Luis de Narváez (c. 1500 – fra il 1550 ed il 1560)
- Juan Bermudo (c. 1510 – c. 1565)
- Juan Vásquez (c. 1500 – c. 1560)
- Antonio de Cabezón (1510 – 1566) padre di Hernando de Cabezón
- Alonso Mudarra (c. 1510 – 1580)
- Diego Ortiz (c. 1510 – c. 1570)

### 1511–1570

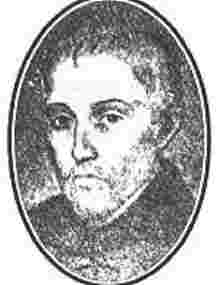
Tomás Luis de Victoria, 1548 – 1611

- Tomás de Santa María (c. 1515 – 1570)
- Miguel de Fuenllana (c. 1500 o 1525 – 1579)
- Francisco Guerrero (1528 – 1599)
- Rodrigo de Ceballos (c. 1530 – 1591)
- Juan Navarro (I) (c. 1530 – 1580)
- Juan Navarro (II) (c. 1560 – dopo il 1604)
- Leonardo Meldert (fl.c. 1550 – 1600)
- Matheo Flecha il giovane (c. 1530 – 1604) anche noto come Mateu Fletxa el Jove in catalano, nipote di Matheo Flecha il vecchio
- Hernando Franco (1532 – 1585)
- Hernando de Cabezón (1541 – 1602) figlio di Antonio de Cabezón
- Ginés Pérez de la Parra (c. 1548 – 1600)
- Tomás Luis de Victoria (1548 – 1611)
- Sebastián Raval (c. 1550 - 1604)
- Alonso Lobo (c. 1555 – 1617)
- Michael Navarrus (c. 1563 – 1627)
- Sebastián Aguilera de Heredia (1565 – 1627)
- Joan Pau Pujol (1570 – 1626)

## Altre nazionalità
- Paul Hofhaimer (1459 – 1537) austriaco
- Robert Johnson (c. 1470 – dopo il 1554) scozzese.
- John Lloyd (c. 1480 – 1523) gallese. anche detto Lloidd, Floyd.
- Robert Carver (1484/5 – dopo il 1568) scozzese.
- Ludwig Senfl (c. 1486 – c. 1542) svizzero
- Bálint Bakfark (1507 – 1576) ungherese
- John Angus (c. 1515 – 1596) scozzese
- Robert Douglas (primi XVI secolo) scozzese.
- David Peebles (fl.c. 1530 – 1579) scozzese
- Philip ap Rhys (fl. 1545 – 1560) probabilmente gallese. anche detto Ryce
- Jacobus Gallus (1550 – 1591) sloveno. anche noto come Jacob Handl.
- Ivan Lukačić (1584? – 1648) croato
- Kryštof Harant z Polžic a Bezdružic (1564 – 1621) ceco
- William Kinloch (XVI/XVII secolo) scozzese.

## Nazionalità ignota
- Lupus (c. 1495 – dopo il 1530) forse un compositore franco fiammingo la cui musica è contenuta nel Medici Codex:
- Teodora Ginés (c. 1530 – dopo il 1598)
- Jean Courtois (fl. 1530 – 1545) fiammingo o francese attivo a Cambrai